# Nakajima C6N
Il Nakajima C6N Saiun (giapponese: 彩雲, nuvola iridescente, nome di identificazione alleato: Myrt), era un monomotore da ricognizione imbarcato ad ala bassa prodotto dall'azienda giapponese Nakajima Hikōki Kabushiki Kaisha negli quaranta.
Operativo nella Dai-Nippon Teikoku Kaigun Kōkū Hombu, la componente aerea della Marina imperiale giapponese, venne introdotto nelle ultime fasi della seconda guerra mondiale risultando più veloce dei caccia alleati.

## Storia del progetto
Nel 1942 la Marina imperiale emise una specifica per la fornitura di un nuovo velivolo da ricognizione ad alte prestazioni con cui equipaggiare le proprie portaerei; tra le caratteristiche richieste la velocità massima raggiungibile pari a 350 kt (650 km/h) a 6 000 m di quota ed un'autonomia di 2 500 nms (4 960 km). La proposta inizialmente avanzata dalla Nakajima, designata N-50, fu un velivolo caratterizzato da due motori da 1 000 hp collocati in tandem collocati nella fusoliera e collegati a due eliche posizionate sulle semiali.
Con lo sviluppo della nuova classe di motori capaci di esprimere una potenza dell'ordine dei 2 000 hp, come il Nakajima Homare, questa originale soluzione venne abbandonata e la Nakajima optò per una soluzione più tradizionale collocando un singolo motore sul muso. Tuttavia la potenza espressa dagli Homare di serie risultò inferiore a quella prevista dalle specifiche per cui si dovette operare sull'ottimizzazione di altre aree del velivolo per recuperare la mancanza di prestazioni. Il progetto risultante fu disegnato attorno ad una a sezione circolare lunga ed estremamente stretta dal diametro appena sufficiente ad ospitare il motore.
L'equipaggio, costituito da tre membri, sedeva uno dietro l'altro in un lungo abitacolo chiuso, mentre le apparecchiature dovettero essere posizionate su tutto il lato interno della fusoliera.
L'ala, montata bassa ed a profilo laminare, integrava i serbatoi di combustibile ed era dotata di flap a fessura e di ipersostentatori sul bordo d'attacco per diminuire la velocità di atterraggio e facilitare così le operazioni di appontaggio sulle portaerei. Come i primi esemplari del precedente aerosilurante B6N Tenzan, il timone venne leggermente inclinato in avanti per consentire un più efficace hangaraggio sulle portaerei.
Il prototipo venne completato nel marzo 1943 e portato in volo per la prima volta il successivo 15 maggio riuscendo a raggiungere la velocità massima di 639 km/h. A causa del motore Homare il velivolo risultò sottopotenziato e le sue prestazioni deludenti, tuttavia vennero comunque realizzati 18 esemplari tra prototipi e versioni di preproduzione prima che fosse emesso, nel febbraio 1944, un ordine di fornitura del Sauin e se ne iniziasse la produzione in serie che continuerà fino all'agosto 1945 negli stabilimenti di Koizumi ed Handa.

### Impiego operativo
Benché progettato specificatamente per operare dalle portaerei, quando entrò in servizio nel settembre 1944 erano poche le portaerei in grado di equipaggiarsene per cui venne utilizzato da basi a terra. La superiorità in velocità massima rispetto ai velivoli alleati è esemplificato da un messaggio telegrafico inviato dopo il successo di una delle prime missione: "Nessun Grumman riesce a prenderci" ("我に追いつくグラマンなし").
La produzione complessiva ammonta a 463 esemplari. Venne realizzato un singolo prototipo equipaggiato con un motore sovralimentato tramite turbocompressore abbinato ad un'elica quadripala al quale venne assegnato la designazione C6N2 Saiun-kai. Vennero inoltre sviluppate due versioni avviate alla produzione in piccola serie, una versione caccia notturno, la C6N1-S, equipaggiata con un cannone da 30 mm, o in alternativa da due cannoncini da 20 mm accoppiati, installato in posizione obliqua (configurazione Schräge Musik) ed una versione aerosilurante, la C6N1-B. La possibilità di impiegare la versione C6N1-B venne meno a causa della progressiva distruzione della flotta portaerei della Marina imperiale. Nella fase finale del conflitto, con la sempre maggiore facilità dei bombardieri alleati di arrivare sfruttando la minore visibilità notturna nel cuore del territorio giapponese, divenne necessario disporre di una nuova classe di caccia notturno. Ciò ha portato la Nakajima a sviluppare il C6N1-S, rimuovendo il posto per l'osservatore e sostituendolo con due cannoni da 20 mm. La sua effettiva efficacia in combattimento venne ostacolata dalla mancanza di sistemi radar aria-aria, anche se era abbastanza veloce per godere quasi completamente dell'immunità dalle intercettazioni da parte dei caccia di scorta alleati.
Benché la sua velocità e le prestazioni generali ne fecero un velivolo difficilmente intercettabile, il 15 agosto 1945 fu proprio un C6N1 ad essere l'ultimo aereo ad essere ufficialmente abbattuto prima della conclusione della seconda guerra mondiale. Solo cinque minuti più tardi il Giappone avrebbe dichiarato la sua resa ed a tutta la flotta aerea venne ordinato di tornare alle proprie basi.

## Versioni

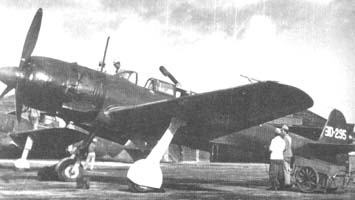
Nakajima C6N-1S.

C6N1
versione ricognitore biposto.
C6N1-B
versione aerosilurante proposta ma mai realizzata.
C6N1-S
versione caccia notturno; conversione di un ristretto numero di C6N1.
C6N2
prototipo equipaggiato con un motore dotato di turbocompressore capace di 1 980 hp (1 476 kW), realizzato in un solo esemplare.

## Utilizzatori
Giappone
- Dai-Nippon Teikoku Kaigun Kōkū Hombu